# ライヒトトラクトーア
ライヒトトラクトーア（Leichttraktor、 略称 L.Tr.）またはVK.31とは、ヴァイマル共和国時代のドイツで設計されたヴァイマル共和国軍及び後のドイツ国防軍の試作軽戦車のコードネームである。
WD シュレッパー、グローストラクトーアとともに、第一次世界大戦後のドイツで初めての装甲車両であった。
"Leichttraktor"の名称は「軽トラクター」を意味する。
本来の構想では、豆戦車として開発されるはずであったが、構想の初期の段階で、軽戦車に変更された。

## 開発経緯
第一次世界大戦の終了後、ヴェルサイユ条約によりドイツは軍備の開発を制限されたものの、「トラクトーア（英語のトラクターに相当）」の名目の下で秘匿された秘密の計画があり、これは装甲軍用車両と火砲の開発を行うものだった。
ドイツは、高度な秘密と安全保障のもとで1922年に調印したラパッロ条約により、ソ連にてこの戦車を試験した。1926年から1933年まで用いられた試験施設は「カーマ戦車学校」と呼ばれ、ソビエト連邦のカザン近郊に設けられていた。
この場所はソ連赤軍およびヴァイマル共和国軍のための統合試験場、また戦車訓練場だった。施設のコードネームは、「カザン」および「マルブランド」（Malbrandt）の二つの単語の頭文字をとって、「カマ」と名付けられていたが、この理由は試験場がカザン近郊にあり、またマルブランド中佐が試験場所を選定するよう任命されたためである。なお、施設の正式名称の略称は「TEKO」（Osoaviakhimの技術講座)であった。
1928年、イギリスでカーデン・ロイド Mk.VI 豆戦車（機銃運搬車、牽引車）が開発され、それに刺激され、世界各国で同様の豆戦車の開発が行われた。ドイツも例外ではなかった。
グローストラクトーア開発計画から2年後となる、1928年3月（これより前の可能性あり）、自動車兵監部からの要求により、装甲車両の開発を担当する陸軍兵器局第6課（代表はハインリヒ・エルンスト・クニープカンプ）はクルップ社に依頼し、「VK.31」の計画名で試作豆戦車の開発が開始された。VKは「Versuchs-konstruktion（試作）」の略である。異説として「Voll-ketten（全装軌式）」の略とする説もある。31が、31番目を表すのか、1931年を表すのか、3トン級の1番目を表すのかは不明。
ややこしいことに、本車の秘匿名称は、当初は「クライネトラクトーア」であり、1928年5月26日、陸軍兵器局第6課とクルップ社による会議で、「ライヒトトラクトーア」に変更された。秘匿名称「クライネトラクトーア」は、3トン級の豆戦車、そして後に、5トン級の豆戦車（軽戦車）の開発計画に当てられた。
1928年の春から、陸軍兵器局第6課とクルップ社によって、本車の概念設計が行われた。
初期の仕様では、60馬力のトラックエンジンを搭載し、路上最高速度40 ㎞/hの、2人乗り（車長兼機銃手、操縦手）の、豆戦車であった。
クライネトラクトーアの「トラクトーア」はただの秘匿名称ではなく、本車は、戦車としてだけでなく、実際に砲兵トラクターとしても機能し、3.7 cm Tak または 7.7cm FK 96 nAを牽引させる計画であった。
1928年4月17日に承認された計画によると、1929年10月にクライネトラクトーアの最初の試作車が完成予定で、1930年に試験が行われる予定であった。そして、一両当たり50,000 マルクの費用で、17両（一個軽戦車中隊分）の製造が予定されていた。
しかしその後、本車に対する軍の要求が膨れ上がったために、開発計画が分割され、本車はクライネトラクトーアからライヒトトラクトーアに名称（分類）変更され、3トン級の豆戦車（クライネトラクトーア。これがI号戦車へと発展する）が別途開発されることになったわけである。
1928年5月26日に承認された仕様では、重量6トン、路上最高速度40 ㎞/h、路外最高速度20 ㎞/h、最大装甲厚14 mm、主砲としてラインメタル社製3.7 cm TaKと発煙弾発射器と無線機を装備し、砲手が追加されて（車長は装填手を兼任）、乗員3名となった。
1928年6月初旬には、最終的な仕様がほぼ固まり、フロントエンジン方式となり、操縦手の横に無線手が追加されて、乗員4名となった。
本車の開発はクルップ社の独占とはならず、ラインメタル社とダイムラー・ベンツ社も、後から開発に参加することになった。1928年7月にライヒトトラクトーアに関心の無かったダイムラー・ベンツ社が開発より撤退した為、残ったクルップ社とラインメタル社は共同開発に合意した。1928年10月、両社は試作車を各2両ずつ製造する契約を締結した。クルップ社製の略称は「Kp.L.Tr」で、Nr.37とNr.38の識別番号が、ラインメタル社製の略称は「Rh.L.Tr」で、Nr.39とNr.40の識別番号が、各々の車両に与えられた。 1930年春に両社が各々製造した試作車は似通ったものであった。
- [1]
- [2]
- [3]
- [4]
- [5]

（上）1930年春に製造されたクルップ社製ライヒトトラクトーア。設計者はクルップ社のエーリヒ・ヴォエルフェルト（Erich Wolfert）とゲオルク・ハゲロッホ（Georg Hagelloch）。
- [6]
- [7]
- [8]
- [9]

（上）1930年春に製造されたラインメタル社製ライヒトトラクトーア。
同年夏には試作車4両をカマ戦車兵学校に持ち込み、ソ連赤軍と共同で試験走行を行った。試験自体は比較的成功であったが、不十分な構造から戦闘には適さない事が明らかとなった。
1931年には289両の発注が行われたものの、リアドライブからフロントドライブへの開発方針の変更から、この発注は取り消された。
また、ソ連側でも、この頃既に、ライヒトトラクトーアよりも先進的な、ヴィッカース 6トン戦車（T-26）とクリスティー快速戦車（BT）のライセンス生産を進めており、それらの登場により旧式化したライヒトトラクトーアに対する関心を失っていた。
1933年にドイツの政治状況が変わりカザンでの独ソ協力が終了した後、試作車4両はドイツに返却され、まだ新設の戦車部隊の練習用車両として数年間使用された。
- [10]

（上）砲塔と戦闘室を撤去されて、訓練用戦車に改造された、ラインメタル社製ライヒトトラクトーア Nr.40（1936年）。
その後、少なくとも1両が、記念碑（モニュメント）としてプトロス演習場(de:Truppenübungsplatz Putlos)に送られた可能性がある。
- [11]

（上）記念碑となった、クルップ社製ライヒトトラクトーア。
1939年、第2次世界大戦の最初の年、本車はまだ訓練用の戦車として用いられていた。

## 構成
ライヒトトラクトーアは、クルップ社とラインメタル社によって、試作車が各社2両ずつ計4両製作されたが、両車の違いは主に足回りにある。ラインメタル社製車両は6組の連成懸架方式の二輪ボギー転輪を備えているのに対し、クルップ社製車両の最終改修型では、コイルスプリングサスペンションの二重転輪を片側7個備えており、その前部と後部に制衝転輪が備えてあった。
ライヒトトラクトーアは、当初、FTケグレス＝インスタンの影響を受け、鋼芯入りゴム製履帯を採用した。このゴム製履帯は、最高速度と航続距離を向上させる効果を期待されていた。これは実用的ではないことが判明し、後に改修され、通常の金属製履帯に変更された。
両車の砲塔は、クルップ社が設計し、ラインメタル社で製造された。兵装は3.7 cm KwK 36 L/45 半自動式戦車砲を1門とドライゼ 7.92 mm 水冷式重機関銃（レシーバー右側からのMG08/15用の布ベルト式ドラムマガジン（100発入り）による給弾、レシーバー後端の両手持ちグリップ式、押し金式）を備えていた。主砲弾は150発、機銃弾は3,000発搭載できた。
- [12]

（上）Rh.L.Tr の砲塔内部
- [13]

（上）MG08/15用の布ベルト式ドラムマガジン、「ベルト・ドラム」（100発入り）
ライヒトトラクトーアの搭載機関銃は、従来、ドライゼMG13機関銃と誤解されてきたが、上記画像で明らかなように、レシーバー右側からのMG08/15用のドラムマガジンに入った布ベルト給弾方式である。MG13はレシーバー左側からのバラ弾の入ったマガジン給弾に対応するのみで、ベルト給弾には、ましてや、古臭い布ベルト給弾には対応していないので、これはMG13ではけっしてありえない。しかしレシーバーの形状は、MG08系とは似ておらず、右側面にコッキング・レバーがあるなど、MG13とよく似ている。では、この機関銃の正体は何かというと、これは、空冷式のMG13軽機関銃の原型となった、水冷式のドライゼ重機関銃のどれかである（年式は不明）。つまり、MG13に、わざわざ、水冷式にしたり、両手持ちグリップ式にしたり、給弾方向を逆にしたり、布ベルト対応にしたり、などの、大改造を施したわけではなく、初めからこの状態なのである。1907年にドライゼ社はラインメタル社によって買収され、ラインメタル社は1912年以降、元ドライゼ社の技術者であったルイス・シュマイザー（ヒューゴ・シュマイザーとハンス・シュマイザーの父）によって開発された水冷式重機関銃を、ドライゼの名で販売していたのである。つまり実際にはラインメタル社製である。ドライゼ重機関銃は、MG08重機関銃で使用されているような布製の弾薬ベルトによって給弾された。
試作車の車体は軟鋼板で造られたともされる。正面と側面の14 mmの装甲は小銃の徹甲弾程度しか防げなった。車体の背面には、両車とも大型の乗降用扉を備えていた。
当初の要求仕様では60馬力のエンジンを搭載し、路上最高速度40 km/hを達成する予定であったが、1928年5月8日までに、60馬力では必要な機動力に達するのに十分ではないことが明らかとなり、1928年7月3日に、100馬力に変更された。路上最高速度の要件についても、1928年7月下旬に、35 km/hに引き下げられた。なお、この60馬力という数値は、「（フロントエンジン・リアドライブ方式の）クライネトラクトーア」と「I号戦車A型」のエンジン出力と、ほぼ同じである。
全ての試作車両のエンジンは、ダイムラーベンツの6気筒M36 100馬力エンジンを使用していた。このエンジンはトラック用のエンジンで、液冷式で重量が360 kgあった。燃料として150 Lのガソリンを搭載でき、整地では最大140 km走行可能であった。変速装置はZFフリードリヒスハーフェン製である。
エンジンを前方に、起動輪を後方に配した、フロントエンジン・リアドライブ方式で、砲塔を車体の後部に置いており、これらは、イギリスのヴィッカース 中戦車 Mk.I/IIの影響を受けた物であった。更には、アメリカのT1軽戦車の影響の可能性も考えられる。また、本車は仕様変更後は6トン級の軽戦車として開発されたが、これは、本車の開発開始年と同じ1928年に開発された、イギリスの軽戦車であるヴィッカース 6トン戦車を意識した可能性が考えられる。
車内容籍の狭い小型の車体（後のI号戦車より一回り大きい程度）ながらも、無線機を搭載しており、車体側面から後面砲塔周りをフレームアンテナが巡っていた（つまり、無線による指揮の下での統一された集団運用を想定していたと考えられる）。

本車は、後のI号戦車、II号戦車、III号戦車の要素を合わせ持っており、それらの要素が各車に割り振られた、とも考えることができる。
まず、本車は、本来は6トン級の軽戦車を目指しており、（要求仕様上は）I号戦車（5トン級）と大きさと重量と装甲厚がほぼ同じである。また、両車とも無線機を搭載している。それらの点では、I号戦車がライヒトトラクトーアの代替、後継車両と言えるだろう。
そうなると、I号戦車は、3トン級豆戦車（フロントエンジン方式のクライネトラクトーア）の発展的役割、イギリスのヴィッカース 軽戦車Mk.I（実質は豆戦車）相当の役割、同ヴィッカース 6トン戦車のType A（機関銃装備型）相当の役割、ライヒトトラクトーアの代替の役割、という、複数の役割を兼ねた車両だと言えるだろう。
次に、しかし実際には、本車は、9トン程度の重量となり、また、4名で運用することから、それらの点では、II号戦車（10トン級、3名で運用）がライヒトトラクトーアの代替、後継車両と言えるだろう。
最後に、本車は3.7 cm砲を装備していることから、その点では、III号戦車（ラインメタル社製の3.7 cm砲を装備）がライヒトトラクトーアの代替、後継車両と言えるだろう。

## ラインメタル・ライヒトトラクトーア・ゼルプストファールラフェッテ（Rh L.Tr. Sfl.）
1930年10月、ラインメタル社の3両目として、ラインメタル社製ライヒトトラクトーア（Rh L.Tr. ）の派生型である、「ラインメタル・ライヒトトラクトーア・ゼルプストファールラフェッテ（Rh L.Tr. Sfl.）が製造された。ゼルプストファールラフェッテの意味は「自走砲架」≒「自走砲」である。
これは、Rh L.Tr.とほぼ同じ車両であったが、砲塔が小さくなり、砲塔天板状のペリスコープ視察装置は無くなった。車体前面に大きなエアインテークが追加され、冷却は改善されたが、被弾に弱くなった。無線手と無線機を取り除き、乗員は3名に減った。
この車両はドイツを離れることはなく、クンマースドルフ試験場で試験走行を行った。
- [14]
- [15]

Rh L.Tr. Sfl.は、自走砲としては不適切とされ、サスペンションの実験車両となった。サスペンションだけでなく、履帯、起動輪、誘導輪も交換された。
- [16]

## 登場作品
『World of Tanks』（オンラインゲーム）
ドイツ軽戦車Leichttraktorとして登場。